# الآشوريون والسريان والكلدان في فرنسا
الآشوريون والسريان والكلدان في فرنسا تصل أعدادهم إلى 16,000 نسمة، ومعظمهم يتركزون في منطقة العاصمة باريس.

## تاريخ
المجتمع له تاريخ في فرنسا يعود إلى الحرب العالمية الأولى، مع معظم القادمين بسبب الصراعات العرقية والدينية، وترك تركيا، إيران، العراق، وسوريا الذي يتوافق إلى حد كبير مع الوطن الآشوري، بما في ذلك أجزاء من ما هو الآن شمال المقام الأول العراق وشمال شرق سوريا، شمال غرب إيران، وجنوب شرق تركيا.
الجزء الأكبر من الوجود الآشوري يعود تاريخه إلى أوائل القرن العشرين، عندما فرّ بعض الآشوريين من الإبادة الجماعية الآشورية، حيث وجدوا ملجأ في فرنسا. فترة السبعينات من القرن العشرين عندما بدأ سريان طور عابدين بالهجرة الجماعية إلى السويد وألمانيا تحت ضغط المعارك الدائرة بين حزب العمال الكردستاني والجيش التركي. كما لحق بهم سريان شمال شرق سوريا ابتداءًمن الثمانينات من القرن العشرين والآشوريين الكلدان العراقيين منذ التسعينات من القرن العشرين.

## السكان
يعيش حوالي 10,000 من أصل 16,000 آشوري بضاحية سارسيل بباريس. يتشابه المجتمع الآشوري عمومًا مع اليهود الفرنسيين الذين يعتبرون مجتمع متامسك، ومحافظ ومندمج بشكل جيد في المجتمع الفرنسي.